# 長相黐守
《長相黐守》（英語：Together）是一部2025年超自然肉體恐怖片，由米高·山克斯编剧并执导，此片也是他的导演处女作。 这部电影由现实生活中的已婚演员爱丽森·布里和戴夫·弗兰科主演，讲述一对夫婦搬到乡下，却发现自己遭遇了一股神秘力量，导致他们的身体发生可怕变化。 
此片于2025年1月26日在2025年圣丹斯电影节首映，并计划于2025年7月30日由霓虹公司在美国上映。

## 劇情
提姆和米莉交往多年後搬到鄉下，兩人發現自己正處於人生的十字路口。兩人的關係早已緊張，而一股超自然力量的出現，更威脅著他們的生活、愛情，甚至肉體的安危。

## 演員
- 戴夫·法蘭科 飾演 提姆·布萊辛頓(Tim Brassington)
- 愛莉森·布里 飾演米莉·威爾森 (Millie Wilson)
- 戴蒙·賀里曼 飾演 傑米(Jamie)
- 米亞·莫里西（英语：Mia Morrissey） 飾演 凱絲(Cath)
- 卡爾·里奇蒙(Karl Richmond) 飾演 喬迪(Jordy)
- 傑克·肯尼(Jack Kenny) 飾演 路克(Luke)
- 法蘭西絲卡·華特斯(Francesca Waters) 飾演 卡蘿(Carol)
- 阿爾金·阿貝拉（英语：Aljin Abella） 飾演 門多薩醫師(Dr. Mendoza)
- 莎拉·朗恩(Sarah Lang) 飾演 凱莉(Keri)
- 羅伯·布朗(Rob Brown) 飾演 查普蘭(Chaplain)
- 艾若拉·艾瑞絲(Ellora Iris) 飾演 安娜(Anna)
- 查理·利斯(Charlie Lees) 飾演 新郎1(Groom 1)
- MJ·多寧(MJ Dorning) 飾演 新郎2(Groom 2)
- 湯姆·康西定(Tom Considine) 飾演 米莉的父親(Millie's father)
- 梅蘭妮·貝迪（英语：Melanie Beddie） 飾演 米莉的母親(Millie's mother)
- 福林·灣丁(Flynn Wandin) 飾演 學生(Student)
- 南西·芬恩(Nancy Finn) 飾演 提姆的母親(Tim's mother)
- 馬克·羅賓森(Mark Robinson) 飾演 (Tim's father)
- 麥可·山克斯（英语：Michael Shanks (filmmaker)） 飾演 賽門(Simon)
- 桑尼·S·瓦利亞(Sunny S. Walia) 飾演 農夫(Farmer)